# Дудник, Юрий Витальевич
Юрий Витальевич Дудник (укр. Юрій Віталійович Дудник; род. 12 сентября 2002, Луганск) — украинский футболист, защитник клуба «Виктория». Племянник бывшего футболиста и тренера Ю.В. Дудника.

## Игровая карьера
Воспитанник футбольных академий «Кремня» (Кременчуг) и «Металлурга» (Запорожье). В чемпионате Украины ДЮФЛ сыграл 47 матчей (4 гола).
В августе 2019 года подписал контракт с клубом «Заря» (Луганск). Выступал за юношескую команду клуба, а начиная с сезона 2020/21 годов играл и за молодежную команду. В юношеско-молодежных соревнованиях под эгидой УПЛ провел 59 матчей (2 гола). За первую команду луганцев дебютировал 9 мая 2021 в победном (2:1) домашнем поединке 26-го тура Премьер-лиге Украины против «Александрии». Юрий вышел на поле на 84-й минуте, заменив Егора Назарину. Это была его единственная игра в рамках высшего дивизиона.
В августе 2022 стал игроком чешского клуба «Баник» (Соколов), за который выступал до завершения года. В их составе провел 12 матчей в третьем по уровню дивизионе. В течение 2023/24 сезона выступал за «Кремень» и его фарм-клуб, в составе которых записал в свой актив 24 официальных поединка в Первой лиге Украины и 4 матча во Второй лиге Украины.
В июле 2024 года подписал контракт с перволиговым футбольным клубом «Буковина», однако уже в начале марта следующего года по обоюдному согласию сторон покинул команду. В составе «желто-черных» провел всего восемь матчей, в которых записал в свой актив один гол: шесть игр (1 гол) в чемпионате Первой лиги и еще две – в Кубке Украины.